# Andrew Lawrence
Pour les articles homonymes, voir Andrew Lawrence (acteur).
Andrew Lawrence, né le 4 juin 1990 à Woking, en Angleterre, est un joueur anglais de basket-ball. Il évolue au poste de meneur.